# Citheronia mexicana
Citheronia mexicana är en fjärilsart som beskrevs av Augustus Radcliffe Grote och Robinson 1866. Citheronia mexicana ingår i släktet Citheronia och familjen påfågelsspinnare. Inga underarter finns listade i Catalogue of Life.